# Oxytropis sverdrupii
Oxytropis sverdrupii är en ärtväxtart som beskrevs av Bernt Arne Lynge. Oxytropis sverdrupii ingår i släktet klovedlar, och familjen ärtväxter. Inga underarter finns listade i Catalogue of Life.